# الجزائر الوسطى
بلدية من بلديات ولاية الجزائر تابعة لدائرة سيدي امحمد كثافة سكانية عالية تعتبر المركز الاقتصادي للجزائر، هندسة معمارية ذات طابع أوربي. وهي تشكل قلب مدينة الجزائر، وإن كان القلب التاريخي يتكون من القصبة.
الجزائر الوسطى هي البلدية المركزية في الجزائر العاصمة الحديثة. يوجد بها الشوارع التجارية والإدارية الرئيسية وفيها مقر الحكومة ومجلس الأمة ومجلس الأمة والعديد من الوزارات بالإضافة إلى مقر ولاية الجزائر العاصمة.
واجهته البحرية يشغلها بالكامل مقر القوات البحرية ومصايد الأسماك والميناء.
- عدد السكان في 2006 151,043
- الرمز البريدي 16000

## جغرافيا
| البحر الأبيض المتوسط | القصبة     | وادي قريش |
| البحر الأبيض المتوسط | إسم ؟      | الأبيار   |
| بلوزداد              | سيدي امحمد | الأبيار   |

## شخصيات
- موسى الحاج
- الأمير خالد الجزائري

## مواضيع ذات صلة
- تاريخ ولاية الجزائر
- بلديات ولاية الجزائر
- دوائر ولاية الجزائر